# Campionato mondiale militare di scherma 1950
Il Campionato mondiale militare di scherma del 1950 ("1950 World Military Fencing Championships") è stato organizzato dalla Federazione internazionale della scherma e si è svolto a L'Aia in Paesi Bassi dal 1º al 5 settembre.
Nel fioretto, si è aggiudicato il titolo di campione mondiale militare il francese Courreges, che ha battuto in finale il francese J. Mangieu.
Nella spada il francese Daniel Dagallier ha battuto in finale il francese Pichon, ottenendo il titolo mondiale militare maschile.
Nella sciabola il britannico Robert Anderson prevale sul francese Marc Perrodon.
Nel campionato mondiale militare a squadre maschili, la nazionale belga ha prevalso nella finale del fioretto contro la Francia, mentre la nazionale francese ha vinto nella spada contro la formazione belga, ed infine la nazionale francese ha avuto la meglio sulla compagine belga nella sciabola.

## Podi

### Uomini
| Specialità  | Oro                                         | Argento                                                | Bronzo                                      |
| Individuali |                                             |                                                        |                                             |
| Fioretto    | Courreges                                   | J. Mangieu                                             | Andre Paul Joseph Verhalle                  |
| Spada       | Daniel Dagallier                            | Pichon                                                 | Ghislain Delaunois                          |
| Sciabola    | Robert Anderson                             | Marc Perrodon                                          | Marcel Van Der Auwera                       |
| A squadre   |                                             |                                                        |                                             |
| Fioretto    | Belgio Decru Andre Paul Joseph Verhalle -   | Francia Courreges J. Mangieu Montal Gilbert Ségonne    | Regno Unito -                               |
| Spada       | Francia Courreges Daniel Dagallier Pichon - | Belgio Ghislain Delaunois Andre Paul Joseph Verhalle - | Danimarca Gelder Jakob Marcus Jensen Lyng - |
| Sciabola    | Francia Calassi David Marc Perrodon -       | Belgio Nijs Marcel Van Der Auwera -                    | Paesi Bassi Meer Ferry Meijnderts -         |

## Medagliere
| Pos.   | Nazione     | Oro | Argento | Bronzo | Totale |
| ------ | ----------- | --- | ------- | ------ | ------ |
| 1      | Francia     | 4   | 4       | 0      | 8      |
| 2      | Belgio      | 1   | 2       | 3      | 6      |
| 3      | Regno Unito | 1   | 0       | 1      | 2      |
| 4      | Paesi Bassi | 0   | 0       | 1      | 1      |
| 4      | Danimarca   | 0   | 0       | 1      | 1      |
| Totale | Totale      | 6   | 6       | 6      | 18     |